# Fechtweltmeisterschaften 1950
Die 6. Fechtweltmeisterschaften fanden 1950 in Monte Carlo statt. Es wurden acht Wettbewerbe ausgetragen, sechs für Herren und zwei für Damen.

## Herren

### Florett, Einzel
| Platz | Land | Sportler        |
| ----- | ---- | --------------- |
| 1     | ITA  | Renzo Nostini   |
| 2     | FRA  | Jéhan Buhan     |
| 3     | FRA  | Jacques Lataste |
| 4     | FRA  | René Bougnol    |

### Florett, Mannschaft
| Platz | Land       | Sportler                                                                                                 |
| ----- | ---------- | --- |
| 1     | Italien    | Manlio Di Rosa, Edoardo Mangiarotti, Alessandro Mirandoli, Renzo Nostini, Giorgio Pellini, Saverio Ragno |
| 2     | Frankreich | René Bougnol, Jéhan Buhan, Christian d’Oriola, Jacques Lataste, Claude Netter, Adrien Rommel             |
| 3     | Ägypten    | Osman Abdel Hafeez, Salah Dessouki, Roland Steinauer, Hassan Tewfik, Mahmoud Younes, Mohamed Zulficar    |
| 4     | Belgien    | |

### Degen, Einzel
| Platz | Land | Sportler          |
| ----- | ---- | ----------------- |
| 1     | DEN  | Mogens Lüchow     |
| 2     | SWE  | Carl Forssell     |
| 3     | ITA  | Dario Mangiarotti |
| 4     | SUI  | Otto Rüfenacht    |

### Degen, Mannschaft
| Platz | Land       | Sportler                                                                                                  |
| ----- | ---------- | --- |
| 1     | Italien    | Giorgio Anglesio, Giuseppe Delfino, Dario Mangiarotti, Edoardo Mangiarotti, Fiorenzo Marini, Carlo Pavesi |
| 2     | Frankreich | René Bougnol, Jéhan Buhan, Henri Guérin, Maurice Huet, Claude Nigon, Michel Pécheux                       |
| 3     | Schweden   | Ingemar Bondeson, Per Carleson, Sven Fahlman, Carl Forssell, Berndt-Otto Rehbinder, Nils Rydström         |
| 4     | Belgien    | |

### Säbel, Einzel
| Platz | Land | Sportler         |
| ----- | ---- | ---------------- |
| 1     | FRA  | Jean Levavasseur |
| 2     | ITA  | Vincenzo Pinton  |
| 3     | ITA  | Gastone Darè     |
| 4     | FRA  | Jacques Lefèvre  |

### Säbel, Mannschaft
| Platz | Land       | Sportler |
| ----- | ---------- | --- |
| 1     | Italien    | Gastone Darè, Arturo Ferrando, Roberto Ferrari, Aldo Montano, Vincenzo Pinton, Mauro Racca                                 |
| 2     | Frankreich | Jacques Lefèvre, Jean Levavasseur, Jean Parent, Maurice Piot, Jean-François Tournon                                        |
| 3     | Ägypten    | Ahmed Farid Abou-Chadi, Salah Dessouki, Mohamed Fathallah Abdel Rahman, Roland Steinauer, Mahmoud Younes, Mohamed Zulficar |
| 4     | Belgien    | |

## Damen

### Florett, Einzel
| Platz | Land | Sportlerin         |
| ----- | ---- | ------------------ |
| 1     | AUT  | Ellen Müller-Preis |
|       | FRA  | Renée Garilhe      |
| 3     | AUT  | Frederike Filz     |
| 4     | GBR  | Mary Glen Haig     |

### Florett, Mannschaft
| Platz | Land                   | Sportlerinnen                                                                                   |
| ----- | ---------------------- | ----------------------------------------------------------------------------------------------- |
| 1     | Frankreich             | Jacqueline Baudot, Odette Drand, Renée Garilhe, Francoise Gouny, Liliane Guyonneau              |
| 2     | Dänemark               | Solveig Jörgensen, Edith Knudsen, Kate Mahaut, Grete Olsen, Ulla Poulsen                        |
| 3     | Vereinigtes Königreich | Elizabeth Carnegy-Arbuthnott, Caroline Drew, Mary Glen Haig, Gillian Sheen, Margaret Somerville |

## Medaillenspiegel
| Platz | Land                   | Gold | Silber | Bronze | Gesamt |
| ----- | ---------------------- | ---- | ------ | ------ | ------ |
| 1     | Italien                | 4    | 1      | 2      | 7      |
| 2     | Frankreich             | 3    | 4      | 1      | 8      |
| 3     | Dänemark               | 1    | 1      | –      | 2      |
| 4     | Österreich             | 1    | –      | 1      | 2      |
| 5     | Schweden               | –    | 1      | 1      | 2      |
| 6     | Ägypten                | –    | –      | 2      | 2      |
| 7     | Vereinigtes Königreich | –    | –      | 1      | 1      |